# Vĩnh Khánh
Vĩnh Khánh là một xã thuộc huyện Thoại Sơn, tỉnh An Giang, Việt Nam.

## Địa lý
Xã Vĩnh Khánh nằm ở phía nam huyện Thoại Sơn, có vị trí địa lý: 
- Phía đông giáp xã Vĩnh Chánh
- Phía tây giáp xã Định Thành và thành phố Cần Thơ
- Phía nam giáp thành phố Cần Thơ
- Phía bắc giáp xã Vĩnh Trạch.

Xã Vĩnh Khánh có diện tích 32,7 km², dân số năm 2019 là 9.609 người, mật độ dân số đạt 294 người/km².

## Hành chính
Xã Vĩnh Khánh được chia thành 4 ấp: Vĩnh Hiệp, Vĩnh Lợi, Vĩnh Thành, Vĩnh Thắng.

## Giáo dục
Hiện tại xã Vĩnh Khánh có 1 trường mẫu giáo với 1 điểm lẻ, 2 trường tiểu học với 3 điểm lẻ và 1 trường trung học cơ sở

## Giao thông

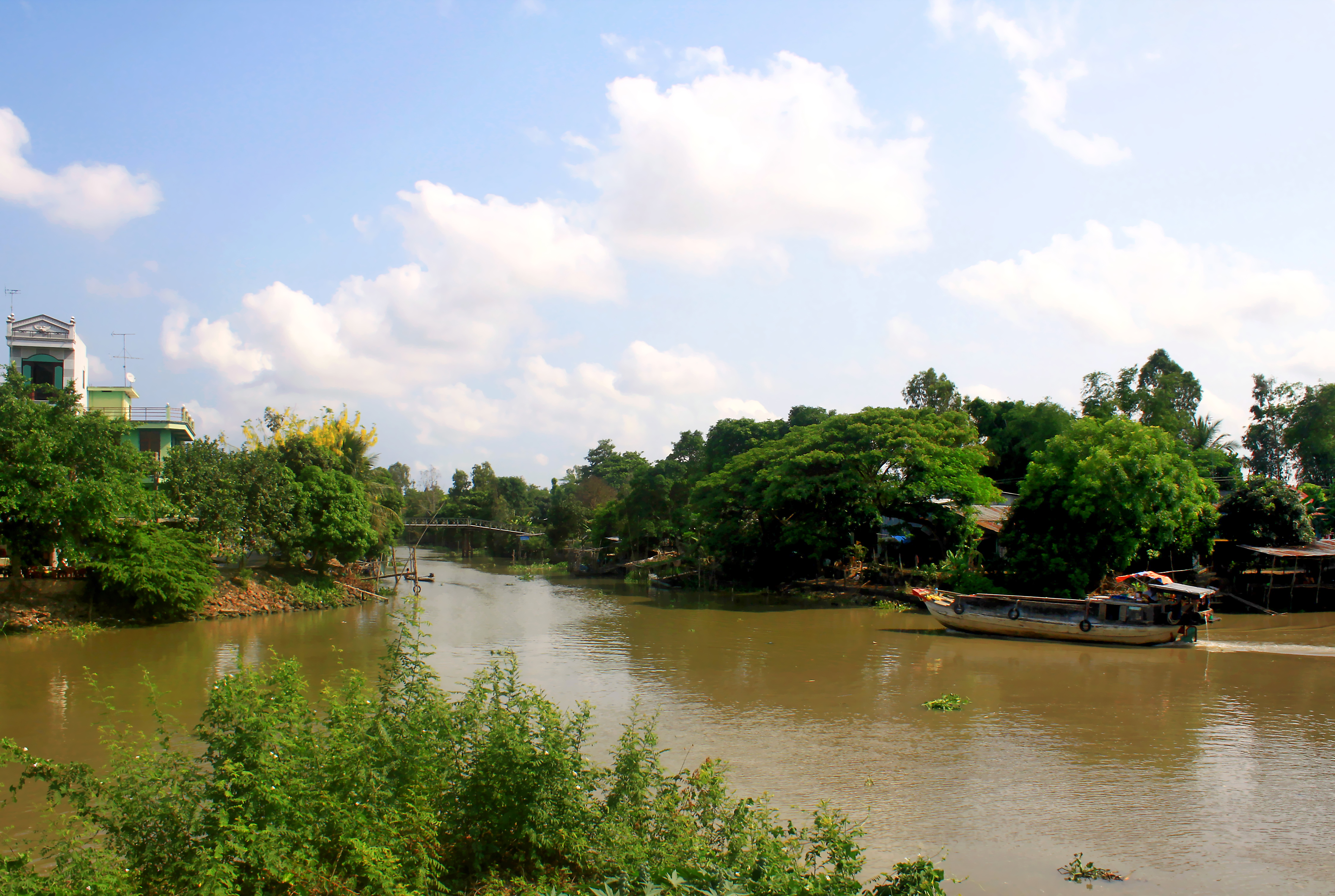
Chỗ giao nhau giữa kênh Bốn Tổng và kênh Tròn ở xã Vĩnh Khánh

## Lịch sử
- Quyết định 56-CP[3] ngày 11 tháng 03 năm 1977 của Hội đồng Chính phủ, hợp nhất huyện Huệ Đức và huyện Châu Thành thành một huyện lấy tên là huyện Châu Thành, xã Vĩnh Chánh thuộc huyện Châu Thành
- Quyết định 181-CP[4] ngày 25 tháng 04 năm 1979 của Hội đồng Chính phủ, chia tách xã Vĩnh Chánh, tách 2/3 ấp Tây Khánh của xã Vĩnh Chánh lập thành xã Vĩnh Khánh
- Quyết định 300-CP[5] ngày 23 tháng 08 năm 1979 của Hội đồng Bộ trưởng, chia huyện Châu Thành thành hai huyện lấy tên là huyện Châu Thành và huyện Thoại Sơn, xã Vĩnh Khánh thuộc huyện Thoại Sơn